# Jan Nepomucen I Ferdynand Praschma
Jan Nepomucen I Ferdynand Praschma (zm. 1804). Syn Franciszka Wilhelma i Ludwiki Marii córki Franciszka Euzebiusza Oppersdorffa. Ożenił się z Marianną von Zierotin, córką Franza Ludwiga von Zierotin i Luise Karoline von Zierotin (z linii z Velkich Losin). Pochowany w kaplicy rodowej w kościele pw. Najświętszej Maryi Panny Królowej Wszechświata  we wsi Frydek (powiat pszczyński).